# Xerosaprinus desertoides
Xerosaprinus desertoides är en skalbaggsart som först beskrevs av Mcgrath och Hatch 1941.  Xerosaprinus desertoides ingår i släktet Xerosaprinus och familjen stumpbaggar. Inga underarter finns listade i Catalogue of Life.